# 2733 Hamina
2733 Hamina este un asteroid din centura principală, descoperit pe 22 februarie 1938, de Yrjö Väisälä.